# Copa espanyola de waterpolo masculina
|  | Aquest article tracta sobre la competició masculina. Si cerqueu la competició femenina, vegeu «Copa espanyola de waterpolo femenina». |

La Copa espanyola de waterpolo masculina, actualment anomenada Copa del Rei de waterpolo (en castellà: Copa del Rey de waterpolo), és una competició esportiva de clubs espanyols de waterpolo, creada la temporada 1986-87. De caràcter anual, va ser fundada com a Copa d'Espanya de waterpolo i està organitzada per la Reial Federació Espanyola de Natació. Hi participen els vuit equips millors classificats de la primera volta de la Lliga espanyola de waterpolo. Des de la temporada 1993-94, es disputa una primera fase en format d'eliminatòries a doble volta i els quatre classificats disputen una fase final en format de final a quatre, que se celebra en una seu neutral.
Els dominadors de la competició són els equips catalans, destacant Club Natació Atlètic-Barceloneta amb dinou títols, seguit del Club Natació Barcelona amb vuit.

## Historial
| En negreta = Equip guanyador (prò.) = Pròrroga (p.) = Penals (1) = Nombre de títols Nota: Noms dels equips segons l'època |

| Edició  | Temp.   | Data       | Campió                      | Resultat      | Subcampió              | Seu                                   | refs   |
| ------- | ------- | ---------- | --------------------------- | ------------- | ---------------------- | ------------------------------------- | ------ |
| I       | 1986-87 | N/D        | CN Catalunya (1)            | 7-6 / 11-13   | CN Barcelona           | Final a doble partit                  | [ 2 ]  |
| II      | 1987-88 | N/D        | CN Catalunya (2)            | 7-4 / 9-12    | CN Barcelona           | Final a doble partit                  | [ 3 ]  |
| III     | 1988-89 | 04-06-1989 | CN Barcelona (1)            | 10-9          | CN Catalunya           | Piscina Folch i Torres, Barcelona     | [ 4 ]  |
| IV      | 1989-90 | N/D        | CN Catalunya (3)            | 8-8 / 10-9    | CN Barcelona           | Final a doble partit                  | [ 5 ]  |
| V       | 1990-91 | N/D        | CN Barcelona (2)            | 13-19 / 12-8  | CE Mediterrani         | Final a doble partit                  | [ 6 ]  |
| VI      | 1991-92 | N/D        | CN Catalunya (4)            | 14-8 / 8-10   | CN Terrassa            | Final a doble partit                  | [ 7 ]  |
| VII     | 1992-93 | N/D        | CE Mediterrani (1)          | 11-12 / 12-11 | CN Barcelona           | Final a doble partit                  | [ 8 ]  |
| VIII    | 1993-94 | 20-02-1994 | CN Catalunya (5)            | 9-7           | CE Mediterrani         | Piscina Sant Jordi, Barcelona         | [ 9 ]  |
| IX      | 1994-95 | 03-06-1995 | CN Barcelona (3)            | 11-7          | CE Mediterrani         | Piscina Sant Jordi, Barcelona         | [ 10 ] |
| X       | 1995-96 | 25-01-1996 | CN Barcelona (4)            | 6-2           | CE Mediterrani         | Piscina Sant Jordi, Barcelona         | [ 11 ] |
| XI      | 1996-97 | 17-11-1996 | CN Catalunya (6)            | 7-6           | CN Poble Nou           | Piscina Sant Jordi, Barcelona         | [ 12 ] |
| XII     | 1997-98 | 09-11-1997 | CN Sabadell (1)             | 6-5           | Real Canoe NC          | Piscina Mundial-86, Madrid            | [ 13 ] |
| XIII    | 1998-99 | 14-11-1998 | CN Barcelona (5)            | 10-9          | Real Canoe NC          | Piscina Municipal, Terrassa           | [ 14 ] |
| XIV     | 1999-00 | 20-02-2000 | CN Atlètic Barceloneta (1)  | 8-6           | Real Canoe NC          | Piscina Prado Santo Domingo, Alcorcón | [ 15 ] |
| XV      | 2000-01 | 21-01-2001 | CN Atlètic Barceloneta (2)  | 11-3          | Real Canoe NC          | Parque Deportivo Río Ebro, Saragossa  | [ 16 ] |
| XVI     | 2001-02 | 17-02-2002 | CN Barcelona (6)            | 10-9          | CN Sabadell            | Piscina Can Llong, Sabadell           | [ 17 ] |
| XVII    | 2002-03 | 26-01-2003 | CN Barcelona (7)            | 8-6           | CN Atlètic Barceloneta | Piscina Sant Sebastià, Barcelona      | [ 18 ] |
| XVIII   | 2003-04 | 21-03-2004 | CN Atlètic Barceloneta (3)  | 6-5           | CN Barcelona           | Piscina Nova Escullera, Barcelona     | [ 19 ] |
| XIX     | 2004-05 | 20-03-2005 | CN Sabadell (2)             | 5-4           | CN Barcelona           | Piscina Prado Santo Domingo, Alcorcón | [ 20 ] |
| XX      | 2005-06 | 05-02-2006 | CN Atlètic Barceloneta (4)  | 11-4          | CN Sabadell            | Piscina Municipal, Puerto de la Cruz  | [ 21 ] |
| XXI     | 2006-07 | 21-01-2007 | CN Atlètic Barceloneta (5)  | 10-5          | CN Terrassa            | Piscina CN Terrassa                   | [ 22 ] |
| XXII    | 2007-08 | 03-02-2008 | CN Atlètic Barceloneta (6)  | 11-5          | CN Sant Andreu         | Parque Deportivo Río Ebro, Saragossa  | [ 23 ] |
| XXIII   | 2008-09 | 01-02-2009 | CN Atlètic Barceloneta (7)  | 10-7          | CN Terrassa            | Piscina Can Llong, Sabadell           | [ 24 ] |
| XXIV    | 2009-10 | 24-01-2010 | CN Atlètic Barceloneta (8)  | 12-6          | CN Sabadell            | Piscina Pere Serrat, Barcelona        | [ 25 ] |
| XXV     | 2010-11 | 13-02-2011 | CN Barcelona (8)            | 7-3           | CN Atlètic Barceloneta | Piscina Pere Serrat, Barcelona        | [ 26 ] |
| XXVI    | 2011-12 | 19-02-2012 | CN Sabadell (3)             | 11-10         | CN Atlètic Barceloneta | Piscina Pere Serrat, Barcelona        | [ 27 ] |
| XXVII   | 2012-13 | 17-02-2013 | CN Atlètic Barceloneta (9)  | 14-5          | Real Canoe NC          | Piscina Sant Sebastià, Barcelona      | [ 28 ] |
| XXVIII  | 2013-14 | 09-03-2014 | CN Atlètic Barceloneta (10) | 14-5          | CN Sant Andreu         | Piscina Pere Serrat, Barcelona        | [ 29 ] |
| XXIX    | 2014-15 | 01-03-2015 | CN Atlètic Barceloneta (11) | 11-5          | CN Mataró              | Piscina Nova Escullera, Barcelona     | [ 30 ] |
| XXX     | 2015-16 | 06-03-2016 | CN Atlètic Barceloneta (12) | 7-6           | CN Sant Andreu         | Piscina Carles Ibars, Sabadell        | [ 31 ] |
| XXXI    | 2016-17 | 29-01-2017 | CN Atlètic Barceloneta (13) | 10-5          | CN Sabadell            | Piscina Carles Ibars, Sabadell        | [ 32 ] |
| XXXII   | 2017-18 | 04-02-2018 | CN Atlètic Barceloneta (14) | 13-8          | CN Terrassa            | Piscina Acidalio Lorenzo, Tenerife    | [ 33 ] |
| XXXIII  | 2018-19 | 17-02-2019 | CN Atlètic Barceloneta (15) | 12-2          | CE Mediterrani         | Piscina CN Mataró                     | [ 34 ] |
| XXXIV   | 2019-20 | 01-03-2020 | CN Atlètic Barceloneta (16) | 12-6          | CN Terrassa            | Piscina Can Llong, Sabadell           | [ 35 ] |
| XXXV    | 2020-21 | 14-03-2021 | CN Atlètic Barceloneta (17) | 9-3           | CN Barcelona           | Piscina Pere Serrat, Barcelona        | [ 36 ] |
| XXXVI   | 2021-22 | 06-02-2022 | CN Atlètic Barceloneta (18) | 12-5          | CN Sabadell            | Piscina Can Llong, Sabadell           | [ 37 ] |
| XXXVII  | 2022-23 | 05-02-2023 | CN Atlètic Barceloneta (19) | 9-9 (4-3, p.) | CN Sabadell            | Piscina Can Llong, Sabadell           | [ 38 ] |
| XXXVIII | 2023-24 | 14-04-2024 | CN Atlètic Barceloneta (20) | 10-6          | CN Sabadell            | Piscina Son Hugo, Palma               | [ 39 ] |
| XXXIX   | 2024-25 | 16-02-2025 | CN Atlètic Barceloneta (21) | 14-5          | CN Sabadell            | Piscina Sant Sebastià, Barcelona      | [ 40 ] |

## Palmarès
| Equip                            | Campió | Subcampió | Finals | Anys campió | Anys subcampió                                                         |
| -------------------------------- | ------ | --------- | ------ | --- | ---------------------------------------------------------------------- |
| Club Natació Atlètic-Barceloneta | 21     | 3         | 24     | 1999-00, 2000-01, 2003-04, 2005-06, 2006-07, 2007-08, 2008-09, 2009-10, 2012-13, 2013-14, 2014-15, 2015-16, 2016-17, 2017-18, 2018-19, 2019-20, 2020-21, 2021-22, 2022-23, 2023-24, 2024-25 | 2002-03, 2010-11, 2011-12                                              |
| Club Natació Barcelona           | 8      | 7         | 15     | 1988-89, 1990-91, 1994-95, 1995-96, 1998-99, 2001-02, 2002-03, 2010-11 | 1986-87, 1987-88, 1989-90, 1992-93, 2003-04, 2004-05, 2020-21          |
| Club Natació Catalunya           | 6      | 1         | 1      | 1986-87, 1987-88, 1989-90, 1991-92, 1993-94, 1996-97 | 1988-89                                                                |
| Club Natació Sabadell            | 3      | 8         | 11     | 1997-98, 2004-05, 2011-12 | 2001-02, 2005-06, 2009-10, 2016-17, 2021-22, 2022-23, 2023-24, 2024-25 |
| Club Esportiu Mediterrani        | 1      | 5         | 6      | 1992-93 | 1990-91, 1993-94, 1994-95, 1995-96, 2018-19                            |
| Real Canoe Natación Club         | 0      | 5         | 5      | — | 1997-98, 1998-99, 1999-00, 2000-01, 2012-13                            |
| Club Natació Terrassa            | 0      | 5         | 5      | — | 1991-92, 2006-07, 2008-09, 2017-18, 2019-20                            |
| Club Natació Sant Andreu         | 0      | 3         | 3      | — | 2007-08, 2013-14, 2015-16                                              |
| Club Natació Poble Nou           | 0      | 1         | 1      | — | 1996-97                                                                |
| Centre Natació Mataró            | 0      | 1         | 1      | — | 2014-15                                                                |